# Bao Xian Fei
Bao Xian Fei (chinesisch 费宝显, Pinyin Feì Bǎoxiǎn; * 4. Oktober 1983 in Nanjing, Volksrepublik China) a) ist ein führender niederländischer Wushu-Kämpfer chinesischer Herkunft, der in Holland lebt und unterrichtet.

## Biographie
Fei begann mit fünf Jahren, bei seinem Vater, Shifu Fei Yuliang (费玉梁,  Feì Yùliáng) b) c), verschiedene Wushu-Stile zu trainieren. Dies beinhaltet natürlich auch verschiedene Formen mit Waffen.
Bao Xian Fei hatte eine erste kleine Filmrolle als Sicherheitsbeamter in der amerikanischen TV-Produktion Second Nature, 2003, die Hauptrolle spielte Alec Baldwin. Im ersten holländischen Martial-Arts Film Fighting Fish, 2004, konnte er als „Wong“ schon eine bedeutendere Rolle übernehmen.

## Sportliche Erfolge
Wushu Weltmeisterschaft 1999 – Hongkong
- Silbermedaille mit Gun Shu (Stock) d)
- Bronzemedaille mit Dao Shu (Säbel) e)

Wushu Europameisterschaft 2000 – Rotterdam
- Goldmedaille mit Gun Shu (Stock)
- Goldmedaille mit Dao Shu (Säbel)
- Goldmedaille mit Chang Quan (Langfaust) f)

Wushu Weltmeisterschaft 2001 – Jerewan
- Goldmedaille mit Dao Shu (Säbel)
- Silbermedaille mit Gun Shu (Stock)
- Silbermedaille mit Chang Quan (Langfaust)

Wushu Europameisterschaft 2002 – Porto
- Goldmedaille mit Dao Shu (Säbel)
- Goldmedaille mit Gun Shu (Stock)
- Silbermedaille mit Chang Quan (Langfaust)

Wushu Weltmeisterschaft 2003 – Macau
- Goldmedaille mit Gun Shu (Stock)

## Filmographie
- Du stirbst nur zweimal (Originaltitel: Second Nature), USA, (TV), 2003
- Fighting Fish, NL, 2004